# Kanton Les Coteaux de Guyenne
Les Coteaux de Guyenne is een kanton van het Franse departement Lot-et-Garonne. Het kanton maakt deel uit van het arrondissement Mamande en telde 13.318 inwoners in 2018.
Het kanton werd gevormd ingevolge het decreet van 26 februari 2014 met uitwerking op 22 maart 2015 met Duras als hoofdplaats.

## Gemeenten
Het kanton omvat de volgende gemeenten:
- Agmé
- Auriac-sur-Dropt
- Baleyssagues
- Cambes
- Castelnau-sur-Gupie
- Caubon-Saint-Sauveur
- Duras
- Escassefort
- Esclottes
- Jusix
- Lachapelle
- Lagupie
- Lévignac-de-Guyenne
- Loubès-Bernac
- Mauvezin-sur-Gupie
- Monteton
- Montignac-Toupinerie
- Moustier
- Pardaillan
- Puymiclan
- Saint-Astier
- Saint-Avit
- Saint-Barthélemy-d'Agenais
- Saint-Géraud
- Saint-Jean-de-Duras
- Saint-Martin-Petit
- Saint-Pierre-sur-Dropt
- Saint-Sernin
- Sainte-Colombe-de-Duras
- La Sauvetat-du-Dropt
- Savignac-de-Duras
- Seyches
- Soumensac
- Villeneuve-de-Duras